# Klaudia Dudová
Klaudia Dudová (* 2. září 1988 Levice) je česká herečka romské národnosti.

## Životopis
Narodila se ve slovenských Levicích, poté se rodiče přestěhovali do Brna a následně do Ústí nad Labem. Matka pracuje jako pekařka, otec v továrně. Dudová má sestru a bratra. Během základní školy navštěvovala taneční kroužek Jeketana, se kterým vyhrála romské soutěže a festivaly. Po základní škole začala studovat obor kadeřnice, po roce přestoupila na prodavačku. Poté začala pracovat jako pokladní v obchodě se smíšeným zbožím. V roce 2012 se jí narodila dcera Patricie, po půl roce se rozešla s partnerem.
Na romské zábavě si jí všiml režisér Petr Václav, který hledal herečky do svého filmu Cesta ven, a nabídl jí roli.

## Kauza MF DNES
Dne 1. dubna 2015 se na titulní straně Mladé fronty DNES objevil článek s titulkem Romská herecká hvězda neplatila za byt od redaktora Artura Janouška. Redakce následně pro kritice změnila titulek na "Oceněná hvězda filmu Cesta ven dluží na nájemném". V článku se píše, že Dudová několikrát nezaplatila nájem a dluh činí 25 800 Kč. V bytě podle Dudové měla bydlet její matka a přítel, kteří měli platit nájem, ale nehradili jej. K 31. březnu 2015 smlouva skončila a rodina se vystěhovala, avšak dluh neuhradila. Dudová tvrdí, že majiteli nabízela úhradu dluhu ve třech splátkách, což majitel odmítl a chtěl celou dlužnou částku uhradit najednou. Zástupci jiných médií (např. Erik Tabery z Respektu, server Echo24) článek a původní titulek označovali jako rasistický. Šéfredaktor deníku, Jaroslav Plesl, titulek i umístění článku hájí.

## Filmografie

### Filmy
- 2014 – Cesta ven, Žaneta
- 2016 – Nikdy nejsme sami
- 2017 – Skokan

### Televizní seriály
- 2018 – Rédl
- 2019 – Most!

## Ocenění
- Art Film Fest 2014 – nejlepší ženský herecký výkon za roli Žanety ve filmu Cesta ven
- Ceny české filmové kritiky 2014 – nejlepší ženský herecký výkon za film Cesta ven
  - nominace na Cenu RWE pro objev roku
- Český lev 2014 – nejlepší ženský herecký výkon v hlavní roli za film Cesta ven